# اوجی، نارا
اوجی، نارا (به لاتین: Ōji, Nara) یک منطقهٔ مسکونی در ژاپن است که در استان نارا واقع شده‌است. اوجی ۲۲٬۷۹۱ نفر جمعیت دارد.